# Каменишки връх
Каменишки връх (2532 м) е разположен на главното било на Северен Пирин. На север се свързва чрез широко седло (превал) с Даутов връх, а на югоизток с безименна кота (2472 м). Източните му склонове стръмно се спускат към долината на Бела река. На запад, от върха се отделя къс рид, който разделя долините на маловодните потоци Каменишко дере и Невързумско дере. Южните склонове на Каменишки връх ограждат от север малкия безезерен циркус Невързум. Върхът е обрасъл с гъст клек, над който стърчи само теменната му част изградена от големи скални блокове. Вероятно те са причината върхът да бъде наречен по този начин. Каменишки връх е особено красив гледан от превала южно от Даутов връх, откъдето изпъква най-добре. Именно от тази седловина е най-удобния подход за изкачването му. 